# Municipio de Union (condado de Day)
El municipio de Union (en inglés: Union Township) es un municipio ubicado en el condado de Day en el estado estadounidense de Dakota del Sur. En el año 2010 tenía una población de 48 habitantes y una densidad poblacional de 0,52 personas por km².

## Geografía
El municipio de Union se encuentra ubicado en las coordenadas 45°27′9″N 97°47′3″O / 45.45250, -97.78417. Según la Oficina del Censo de los Estados Unidos, el municipio tiene una superficie total de 92.48 km², de la cual 92,18 km² corresponden a tierra firme y (0,32 %) 0,3 km² es agua.

## Demografía
Según el censo de 2010, había 48 personas residiendo en el municipio de Union. La densidad de población era de 0,52 hab./km². De los 48 habitantes, el municipio de Union estaba compuesto por el 100 % blancos. Del total de la población el 0 % eran hispanos o latinos de cualquier raza.